# Croton venturii
Croton venturii är en törelväxtart som beskrevs av Léon Camille Marius Croizat. Croton venturii ingår i släktet Croton och familjen törelväxter. Inga underarter finns listade i Catalogue of Life.